# Ensis magnus
Ensis magnus är en musselart som beskrevs av Heinrich Christian Friedrich Schumacher 1817. Ensis magnus ingår i släktet Ensis och familjen knivmusslor. Inga underarter finns listade i Catalogue of Life.
Höger och vänster klaff av samma exemplar:

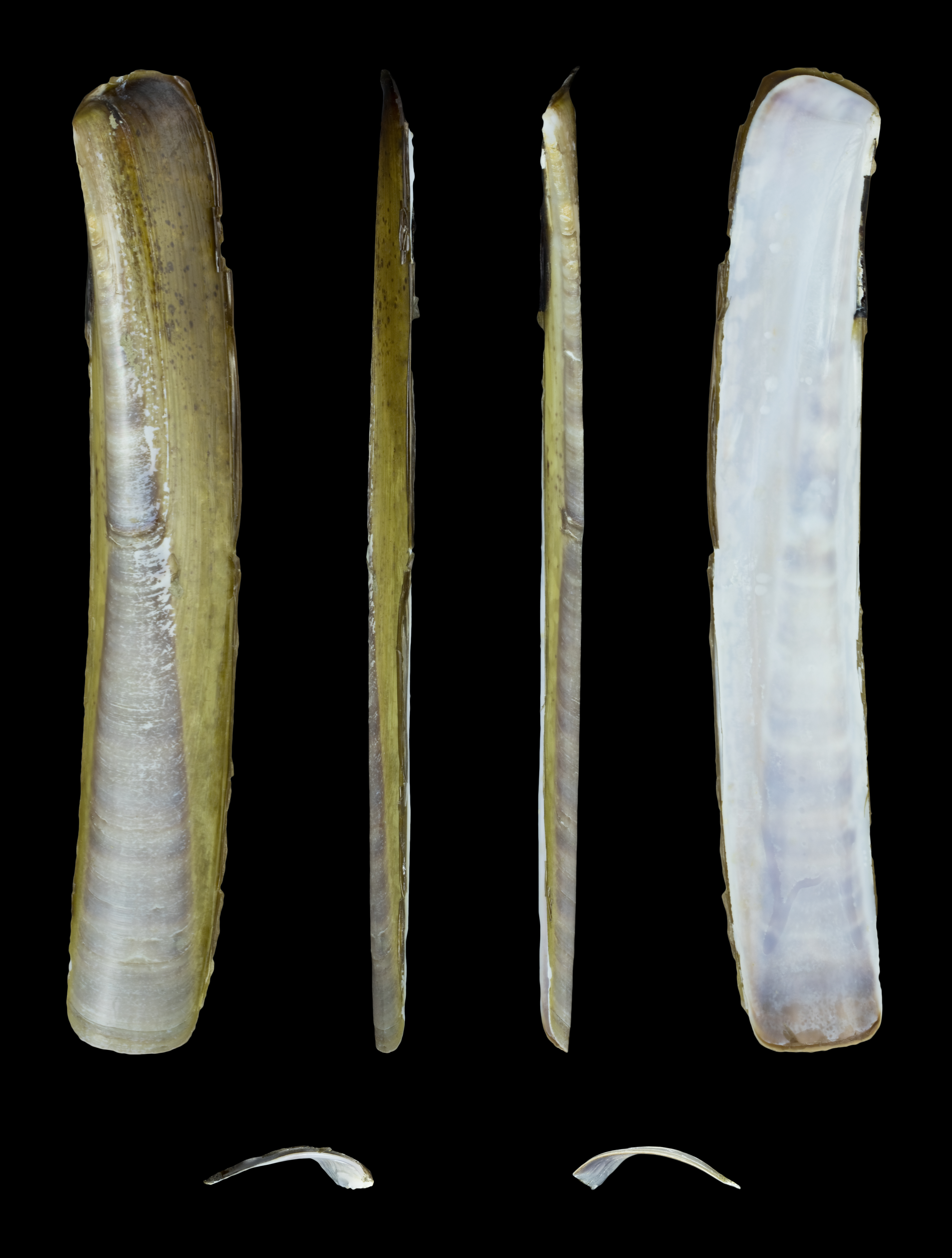
Höger klaff
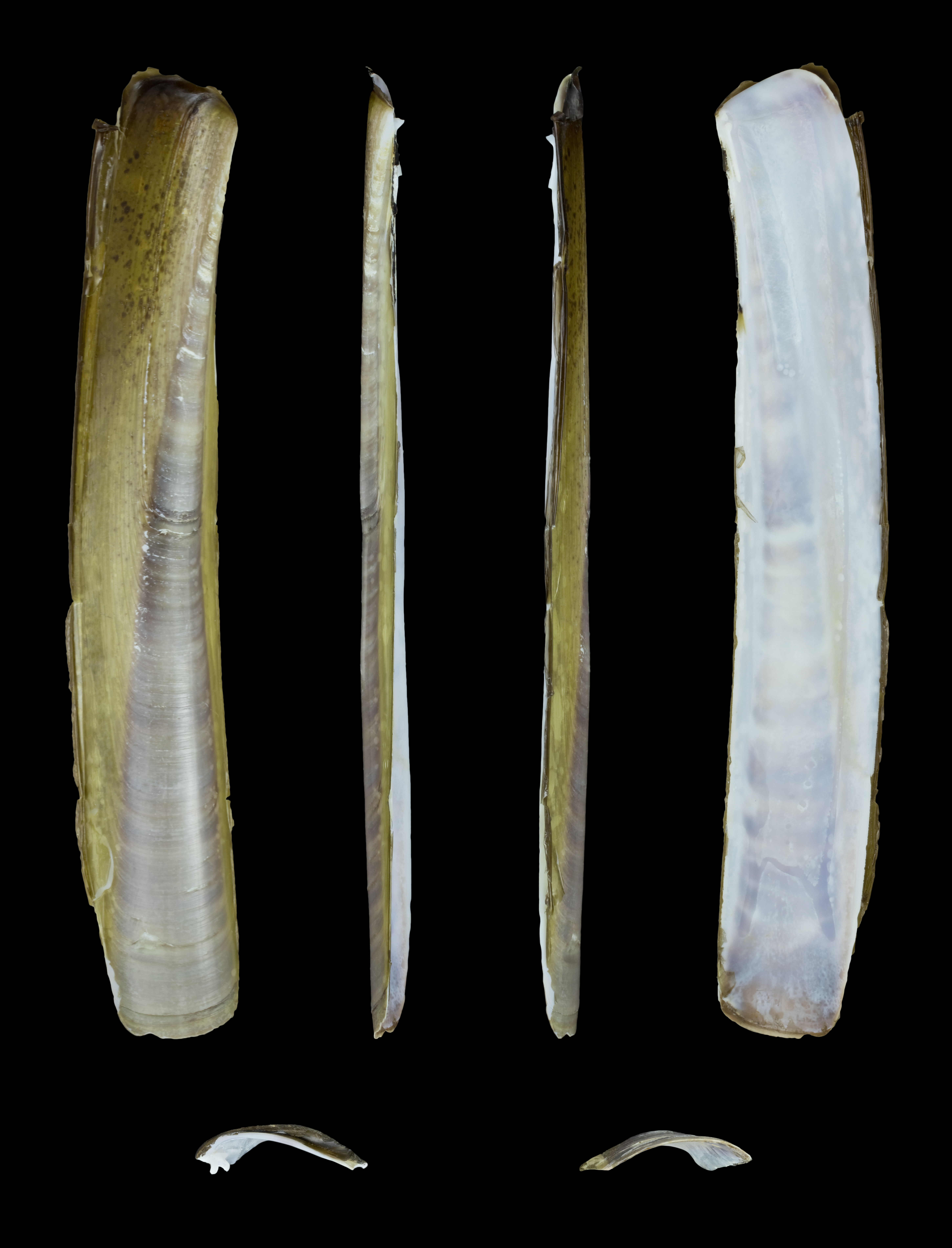
Vänster klaff